# Harry von Eckermann
Claes Walter Harry von Eckermann, född 5 november 1886 i Skeppsholms församling, Stockholm, död 20 maj 1969 i Ripsa församling, Södermanlands län, var en svensk mineralog och industriman. 

## Biografi

Fotografiporträtt på Harry von Eckermann, någon gång mellan 1886 och 1892.

Efter bergsingenjörsexamen vid Kungliga Tekniska högskolan 1909 och examen vid Stockholms högskola samma år blev von Eckermann filosofie licentiat 1921, filosofie doktor där 1922 och var docent i mineralogi och petrografi där 1927–1957. Han var ingenjör vid United Steel Corporation i USA 1909–1911, teknisk assistent och inköpare på Ljusne-Woxna AB:s stockholmskontor 1912, blev överingenjör vid bolagets industriella verk  1913, disponent 1918 och var verkställande direktör där 1919–1926. Han lät uppföra Sveriges första moderna plywoodfabrik i Ljusne 1925. Han var därefter verkställande direktör för Industri AB Furuplywood 1927–1931. Han avlade reservofficersexamen 1908, blev underlöjtnant i Södermanlands regementes reserv 1908, löjtnant 1915 och kapten 1923. Han var även ägare av herrgården Edeby i Södermanland, där han hade ett eget geologiskt forskningsinstitut (ursprungligen i Ljusne).
von Eckermann framträdde offentligt som talesman för nykterhetsrörelsen, men var ej förbudsivrare. Han förespråkade borgerlig samling mot socialdemokratin, dock utan att vara partiansluten, och framförde förslag om nya former för samarbete mellan kapital och arbetare på äganderättens grund. Under sin i Ljusne ivrade han för förbättring av sjukvården där och fortsatte därvid ett arbete som inletts av Erik Lindström. I samarbete med läkaren Waldemar Edman verkade von Eckermann för inrättandet ett sjukhus i samhället. Då Ljusne-Woxna AB:s uppoffringar för detta blev alltför tunga för bolagets likviditet tvingades han 1926 att lämna sin befattning i bolaget och året därpå även frånträda ledningen för det sjukhus och den sjukvård, för vilket under lång tid hade varit en av hans främsta intressen.
von Eckermann blev utländsk ledamot av Geological Society of London 1938, korresponderande ledamot av Finlands geologiska sällskap 1939, ledamot av Edinburgh Geological Society 1939, av Vetenskapsakademien 1947, av Fysiografiska sällskapet i Lund 1950, tilldelades professors namn 1940 och promoverades till hedersdoktor vid universitetet i Oslo 1951. År 1927 blev han även vald till hedersledamot av Gästrike-Hälsinge nation i Uppsala. von Eckermann tilldelades Björkénska priset 1949. Han blev kommendör av Vasaorden 1956.
Harry von Eckermann föddes som son till överstekammarjunkaren  Wilhelm von Eckermann (1853–1937) och grevinnan Ebba von Eckermann (1866–1960) född von Hallwyl. Han var barnbarn till  Wilhelmina von Hallwyl (1844–1930) och Walther von Hallwyl (1839–1921). Vidare var han brorson till Adam Mauritz August von Eckermann (1859–1921), systerson till Irma von Geijer (1873–1959) och Ellen Roosval von Hallwyl (1867–1952) och kusin till Rolf de Maré (1888–1964). von Eckermann gifte sig 1912 med Ulla von Eckermann (1888–1975), född Christerson, dotter till viceamiral Jarl Christerson och Anna Smerling. Makarna von Eckermann är gravsatta på Ripsa kyrkogård.